# Gheorghe Lazăr (1779-1823)
Gheorghe Lazăr (Avrig, 1779-Avrig, 1823) fue un ingeniero, teólogo y profesor rumano.

## Biografía
Nacido en 1779 en Avrig, en Transilvania, estudió en Sibiu, Cluj y Viena, y se dedicó principalmente a la teología. Candidato a la sede del obispo rumano de Transilvania, no logró ser elegido y luego se retiró a Brașov, donde fue durante un tiempo profesor de los hijos de la señora Bărcănescu, refugiada allí. Con esta familia marchó a Bucarest y se dedicó por primera vez a la ingeniería.
Al poco tiempo, Lazar conoció al banul Constantin Bălăceanu, y este le animó a la educación en ciencias en lengua rumana. Más adelante se propuso el establecimiento de una escuela rumana en Sfântu Sava y Lazăr fue nombrado profesor de ingeniería y teología y comenzó a impartir sus cursos en 1818, despertando, según Rosetti, el espíritu de nacionalidad entre los rumanos. Durante cuatro años impartió sus cursos, pero tras los acontecimientos de 1821, la escuela fue cerrada y Lazar se refugió en Transilvania. Falleció en su localidad natal en 1823.
Escribió un curso de matemáticas y Filosofia lui Cant. Tas su muerte se erigió en su memoria una estatua en el bulevar de la Academia en Bucarest.